# Айсбайн

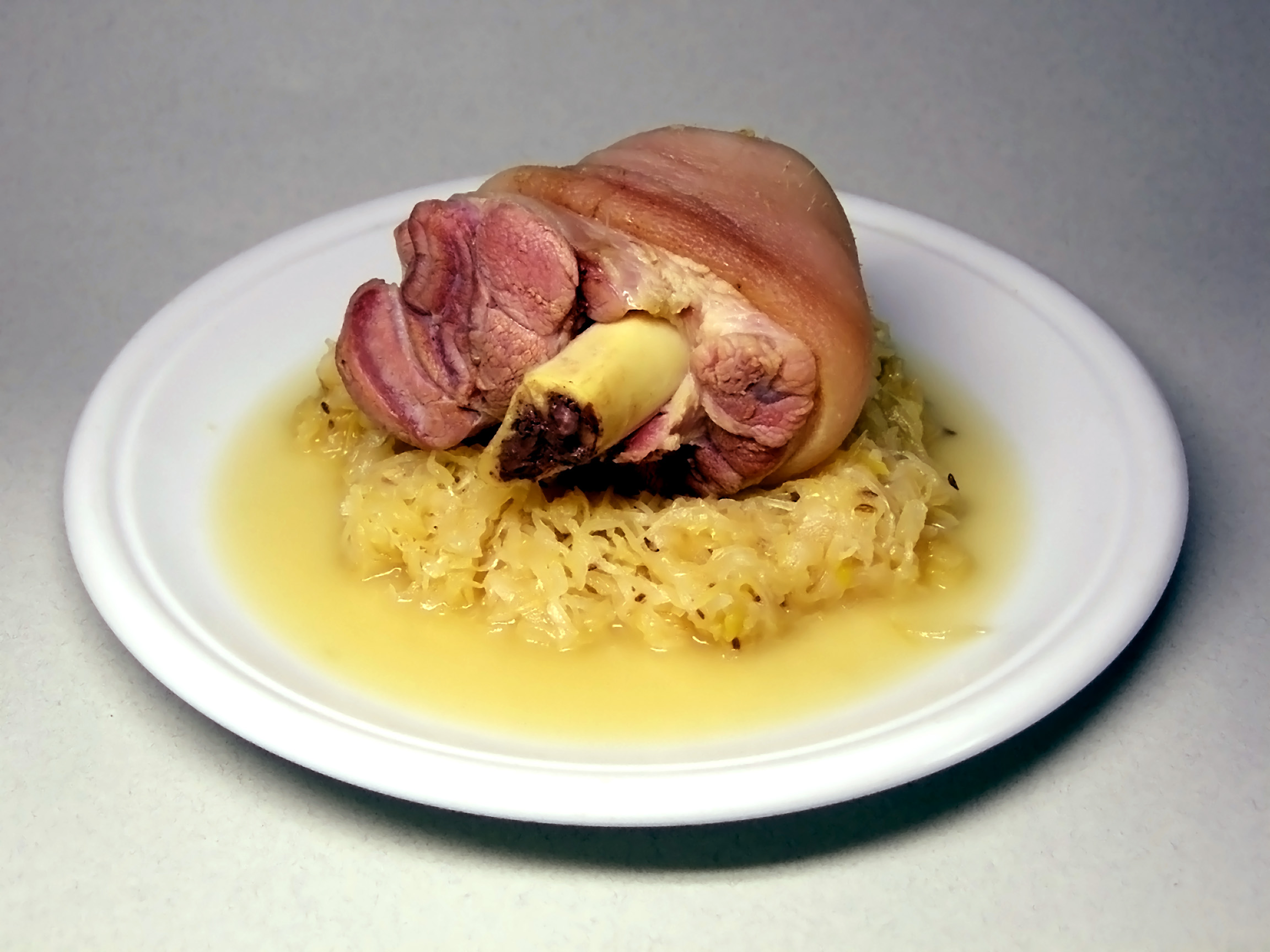
Айсбайн з квашеною капустою

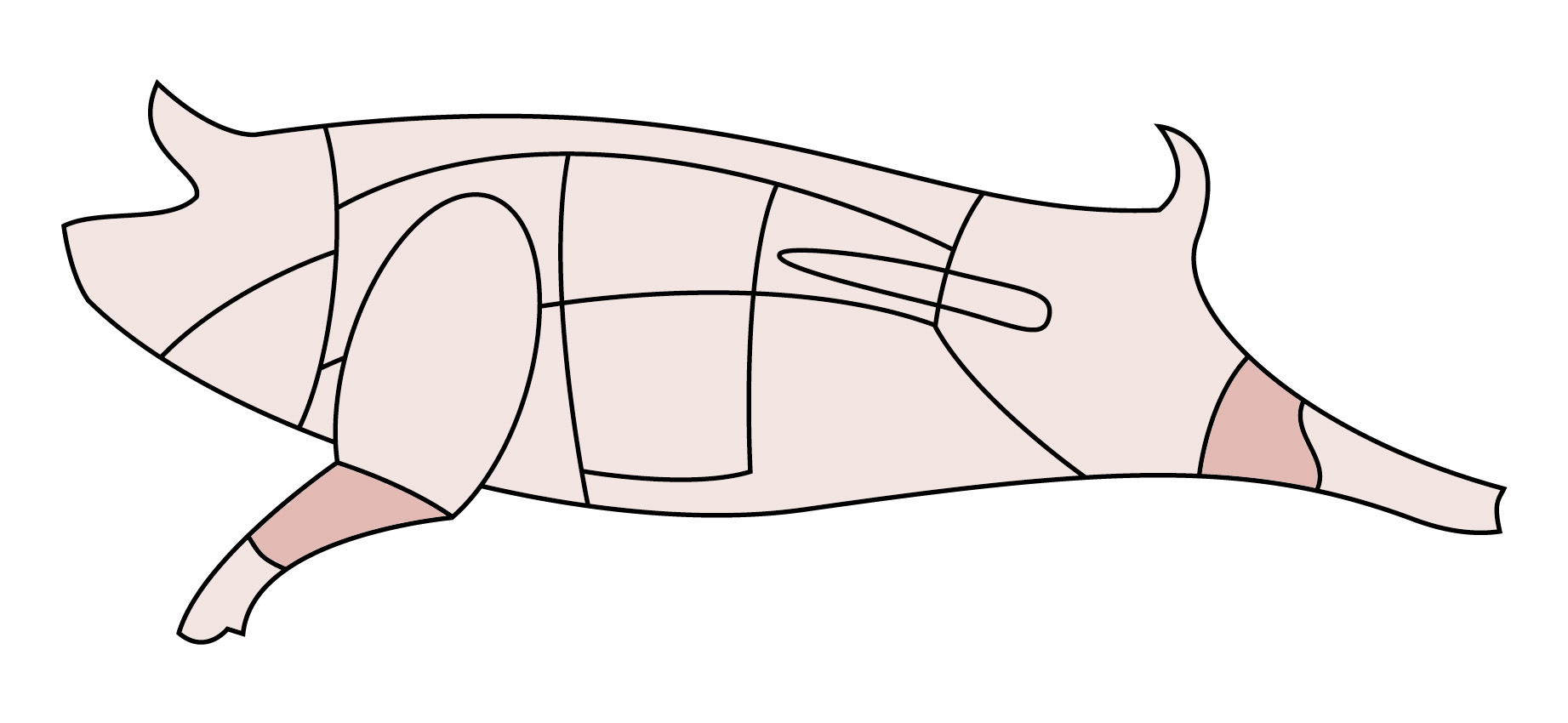
Положення кулькового суглоба

Айсбайн (нім. Eisbein, дос. «крижана ніжка») — це німецька кулінарна страва з рульки зазвичай в'яленої та злегка відвареної. Німецькомовна назва асоціюється з практикою використання свинячих костей з гомілки для катання на льоду. У південних частинах Німеччини загально відома страва як нім. Schweinshaxe, де рульку зазвичай смажать. Польська страва golonka, «(гомілка)»  і шведська страва швед. fläsklägg med rotmos дуже схожі, альтернативно смажені на грилі; інші подібні страви включають швейцарський Wädli та австрійський нім. Stelze.
Айсбайн зазвичай продається вже в'яленим і іноді копченим, а потім використовується для приготування простих ситних страв. Існують численні регіональні варіації, наприклад, у Берліні його подають з гороховим пудингом . У Франконії айсбайн зазвичай подають з картопляним пюре або квашеною капустою, в Австрії з хроном і гірчицею замість цього.
Це одна з улюблених страв у всьому світі .